# 屏西乡
屏西乡，是中华人民共和国四川省达州市渠县曾经下辖的一个乡。2019年12月，撤销屏西乡，原屏西乡元通村、林湾村所属行政区域划归中滩镇管辖，将原屏西乡人和村、汤家村所属行政区域划归青龙镇管辖，将原屏西乡屏西社区、云龙村、龙尾村、原嘉禾乡和原射洪乡桂坝村、跳蹬村、太山村、太阳村所属行政区域划归有庆镇管辖。

## 行政区划
屏西乡撤销前下辖以下地区：
屏西社区、龙尾村、林湾村、元通村、人和村、汤家村和云龙村。